# فردی کول
فردی کول (انگلیسی: Freddy Cole؛ زادهٔ ۱۵ اکتبر ۱۹۳۱– درگذشتهٔ ۲۷ ژوئن ۲۰۲۰) یک موسیقی‌دان اهل ایالات متحده آمریکا بود. وی از سال ۱۹۵۲ میلادی تا پایان عمر خویش مشغول فعالیت بوده‌است.